# Giuseppe Bernardi

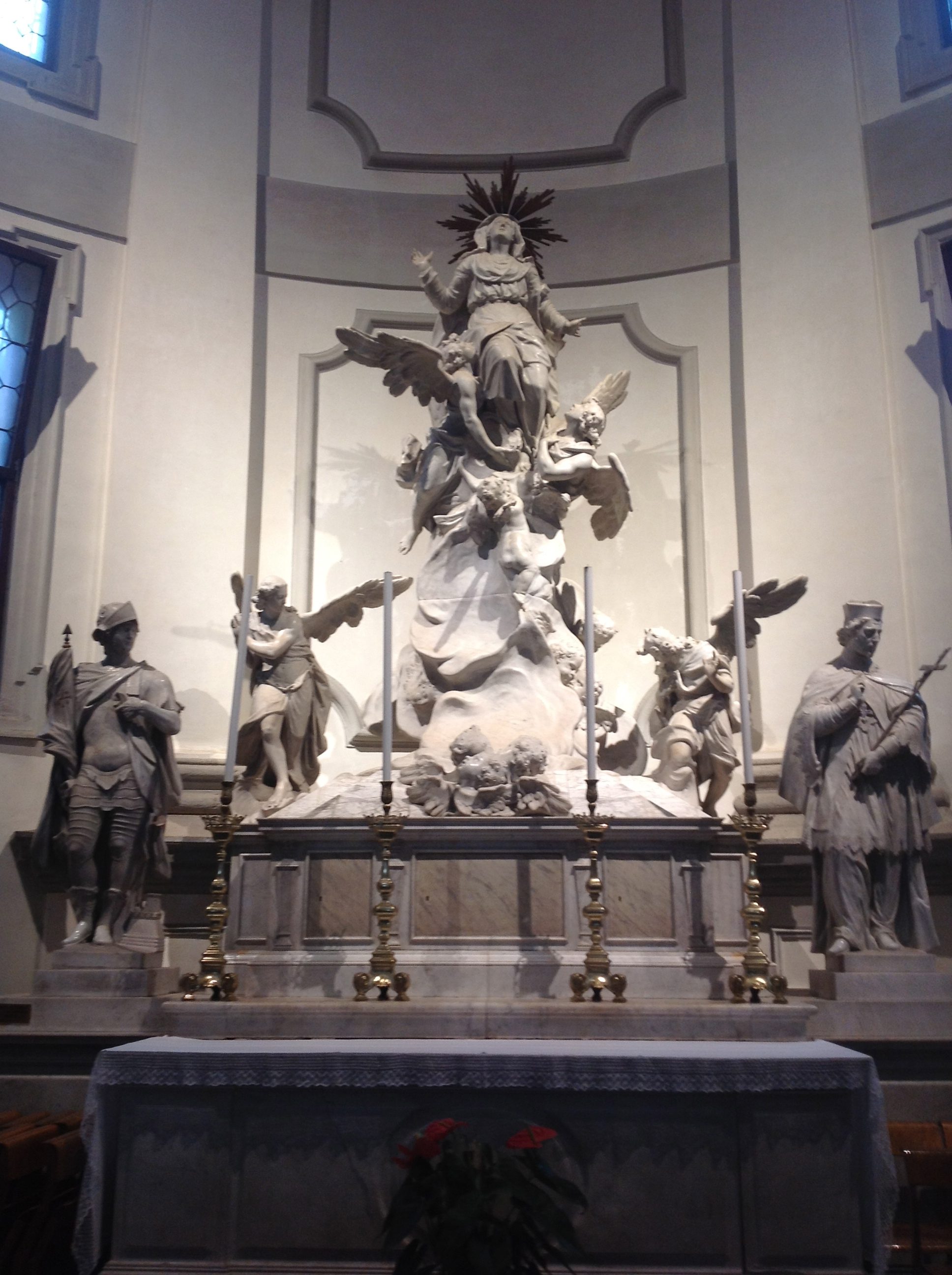
LAltare dell'Assunta nel duomo di Castelfranco Veneto (seconda metà del XVIII secolo).

Giuseppe Bernardi, detto il Torrettino o G. Torretto, Torretti (Pagnano, 24 marzo 1694 – Venezia, 22 febbraio 1773), è stato uno scultore e intagliatore italiano.

## Biografia
Era figlio di Sebastiano e di Cecilia Torretto, sorella dello scultore Giuseppe Torretto; quest'ultimo fu fondamentale nella sua formazione artistica, tanto da ricevere egli stesso il soprannome di "Torretto" o "Torrettino". Probabilmente, dopo aver trascorso l'infanzia nel paese natale, si portò a Venezia, lavorando nella bottega dello zio a Santa Marina che ereditò nel 1743.
Le prime opere attribuitegli sono due statue dell'altare maggiore della parrocchiale di Giavera del Montello, costruito nel 1745. Del 1755 è il gruppo dell'Addolorata sull'altare maggiore della chiesa di Pagnano, dotato di una notevole drammaticità. Nello stesso anno fu consacrato nella chiesa di San Domenico di Ravenna l'altare del Crocifisso, dove sono collocati una Madonna e un San Giovanni del Bernardi.
Durante questo periodo lo scultore visse in maniera più o meno stabile a Venezia. Dopo non molto tempo fece ritorno a Pagnano, precisamente tra il 1766 e il 1768, con il compito di realizzare le statue di villa Falier ai Pradazzi. In questa occasione gli fu affidato Antonio Canova, che allora aveva solo nove anni, e che seguì il Bernardi per circa sette anni anche quando questi tornò in laguna, nell'autunno del 1769.
Vista la costante presenza vicino al Bernardi, Canova apprese in maniera certa la morbidezza chiaroscurale di tono settecentesco tipica dell'arte dello stesso Bernardi. 
Dopo la sua morte la bottega che possedeva fu ereditata dal nipote Giovanni Ferrari. Tra le sue opere spiccano le statue del parco di Villa Manin di Passariano (Udine) e di Prato della Valle a Padova.